# Regionaler Naturpark Livradois-Forez

Logo des Naturparks

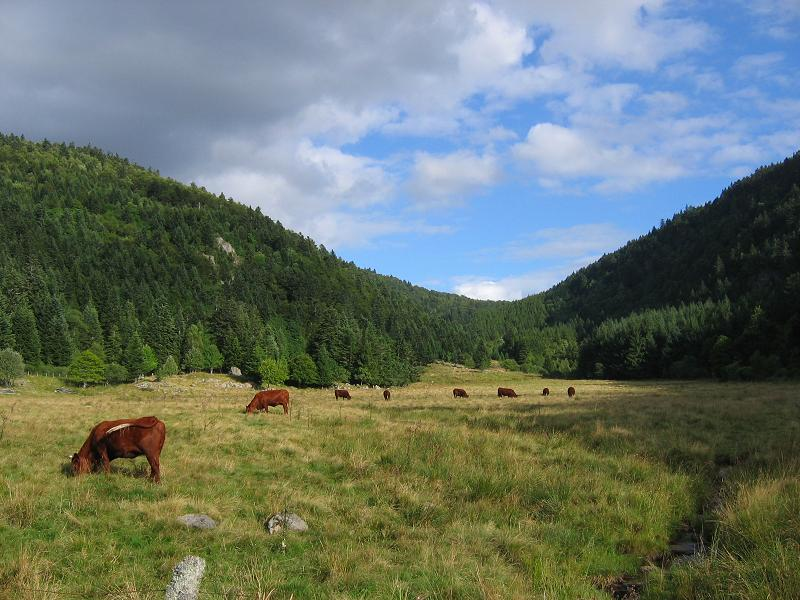
In den Monts du Forez, Fossat-Tal

Der Regionale Naturpark Livradois-Forez (französisch Parc naturel régional Livradois-Forez) liegt in den französischen Départements Puy-de-Dôme, Haute-Loire und Loire der Region Auvergne-Rhône-Alpes.
Der 1986 gegründete Naturpark umfasst eine Fläche von 322.000 Hektar. 170 Gemeinden mit 110.000 Einwohnern bilden den Park, weitere 10 Gemeinden sind assoziiert. Die Parkverwaltung hat ihren Sitz in Saint-Gervais-sous-Meymont (45° 41′ N, 3° 36′ O).

## Landschaften
Einige interessante Landschaften des Parks:
- im Osten das Bergmassiv Monts du Forez mit seinen markanten Hochweiden Hautes Chaumes
- das Tal der Dore, die den Park in Nord-Süd-Richtung teilt
- im Zentrum das Livradois, mit dem
  - Haut-Livradois, einer Waldlandschaft im Bergmassiv Monts du Livradois und dem
  - Bas-Livradois
- im Norden das Bergmassiv Bois Noirs
- im Nordwesten die Vulkanhügel rund um Vic-Le-Comte und Billom und
- im Süden die Vulkane des Velay.